# Opius yuracensis
Opius yuracensis är en stekelart som beskrevs av Fischer 1983. Opius yuracensis ingår i släktet Opius och familjen bracksteklar. Inga underarter finns listade i Catalogue of Life.